# Циба Тетяна Вікторівна
Тетяна Вікторівна Циба (нар. 15 квітня 1977, Кривий Ріг, Дніпропетровська область) — український політик, Народний депутат України України IX скликання.

## Життєпис

### Освіта
- У 1999 році закінчила КНЕУ за фахом «Фінанси підприємств», Київський Національний економічний університет.

- У 1999–2001 роках аспірант Київський Національний Економічний Університет.

- У 2005 році закінчила у Відні Програму Media and Politics: розробка стратегії та ведення виборчої кампанії, взаємодія зі ЗМІ у міжвиборчій період (Інститут Роберта Шумана (Австрія).

### Трудова діяльність
- У 2000 році викладач курсів «Реклама» і PR у КіБіТ.

- Травень — вересень 2006 року була помічником голови Полтавська обласна державна адміністрація Валерія Асадчего[1].

- 2006 — 2007 року була спеціалісткою медіа-відділу PR-компанії «PRT» (доньки народного депутата Ірини Філенко)[2].

- У 2008 році координаторка роботи з регіональними ЗМІ у прес-службі Української Народної Партії. Згодом голова прес-служби партії (до 2013 року).

- У 2015 році була прес-секретарем міністра охорони здоров'я[3].

- У 2015 — 2016 роках очолювала департамент агітації та внутрішньої комунікації ПП УКРОП[4].

- 2016 — січень 2017 очолювала прес-службу організації Рух нових сил Михайла Саакашвілі[5].

- Лютий 2017 — січень 2019 року була директоркою благодійного Фонду оперної співачки Марії Максакової, удови вбитого російського опозиціонера Вороненкова[6].

### Парламентська діяльність
З 3 вересня 2019 року — народний депутат України, фракція Слуга народу. Пройшла до ВРУ по списку «Слуги народу» під № 131. Член Комітету Верховної Ради з питань свободи слова, голова підкомітету з питань права громадян на інформацію.